# Арман дьо Перигор
Арман дьо Перигор е шестнадесетия Велик магистър от 1232 до 1244 г.
Произхожда от Дома на графовете на Перигор в Гиен, Франция. До 1232, когато е избран за велик магистър, Арман е командор на тамплиерските подразделения в Апулия и Сицилия. Управлението му започва със серия несполучливи военни начинания срещу египетските аюбиди – тамплиерите са отблъснати на няколко пъти при опитите им да завладеят укрепени селища около Галилейското езеро. При Трапесак са загубени около 120 рицаря само за един ден. Тези пораженията чувствително намаляват боеспособността на ордена и Арман дьо Перигор се принуждава да сключи споразумение за общи военни действия със сирийския султана на Дамаск. Сирийските мюсюлмани, обединени със силите на Йерусалимското кралство, хоспиталиерите, тевтонците и тамплиерите губят решаващото сражение при ла Форби срещу армията на Египетския султанат и техните съюзници от Хорезъм.
За смъртта на Арман дьо Перигор има спор между изследователите. Според едни източници Великият магистър е пленен и по-късно умира в плен, а според други – загива в битка близо до Акра на 17 октомври 1247 г. 